# Famille de Percy (Percy-en-Normandie)
Pour les articles homonymes, voir Famille de Percy (Percy-en-Auge).
La famille de Percy est une ancienne famille de la noblesse française, originaire du village de Percy en Normandie, éteinte au XIXe siècle.

## Histoire

### Origine
La famille de Percy est connue depuis Raoul de Percy, chevalier, mentionné en 1247. Sa filiation prouvée remonte à Richard de Percy, chevalier, cité en 1391.
Une tradition la fait venir du Danemark au Xe siècle avec Mainfred/Manfred,, chef danois établi en Normandie avant Rollon.

### Armes
De sable, au chef endenché d'or.

### Branches
La branche française se divisa en :
- celle des seigneurs de Vast, Longchamps, éteinte au XVe siècle ;
- celle des seigneurs de Montchamps, qui s'est divisée en quatre rameaux : les seigneurs de Crennes et de Montchamps, les seigneurs de Saint-Pierre et de Maisoncelles, les seigneurs de Canfort, les barons de Monchauvet ;
- la branche des seigneurs de Mondubost ;
- la branche des seigneurs d'Ivray et de Cauville.

### Noblesse
La famille de Percy a été maintenue dans sa noblesse en 1477 et 1666. Elle a comparu en 1789 aux assemblées de la noblesse à Caen et à Valognes.

## Personnalités
Richard de Percy († 3 avril 1344) l'un des trois partisans, avec Guillaume Bacon et Jean de La Roche Tesson, de Geoffroy d'Harcourt, qui furent décapités sur ordre du roi Philippe de Valois, accusés notamment d'avoir participé à un complot visant à placer Geoffroy d'Harcourt à la tête du duché de Normandie par une alliance secrète avec Édouard III d'Angleterre.